# Adenoïdcystisch carcinoom
Het adenoïdcystisch carcinoom, adenoïde cystisch carcinoom of adenoïd cysteus carcinoom is een zeldzame, kwaadaardige speekselklierkanker. Het komt vooral voor in het hoofd- en nekgebied. De meest voorkomende plaats is de speekselklier (oorspeekselklier, onderkaakspeekselklier, kleine mondspeekselklieren) Bovendien kan de tumor op veel andere locaties worden waargenomen, zoals in de traanklier, neus en neusholten, strottenhoofd,
luchtpijp, bronchiën, longen, huid, melkklieren, buitengehoorgang, baarmoederhals, klier van Bartholin of prostaat.
Aanvankelijk is langzame groei typerend voor adenoïdcystisch carcinoom, maar de tumor vertoont een uitgesproken neiging om in het omliggende weefsel te infiltreren en kan daarom vaak niet volledig worden verwijderd en keert uiteindelijk terug.

## Afbeeldingen

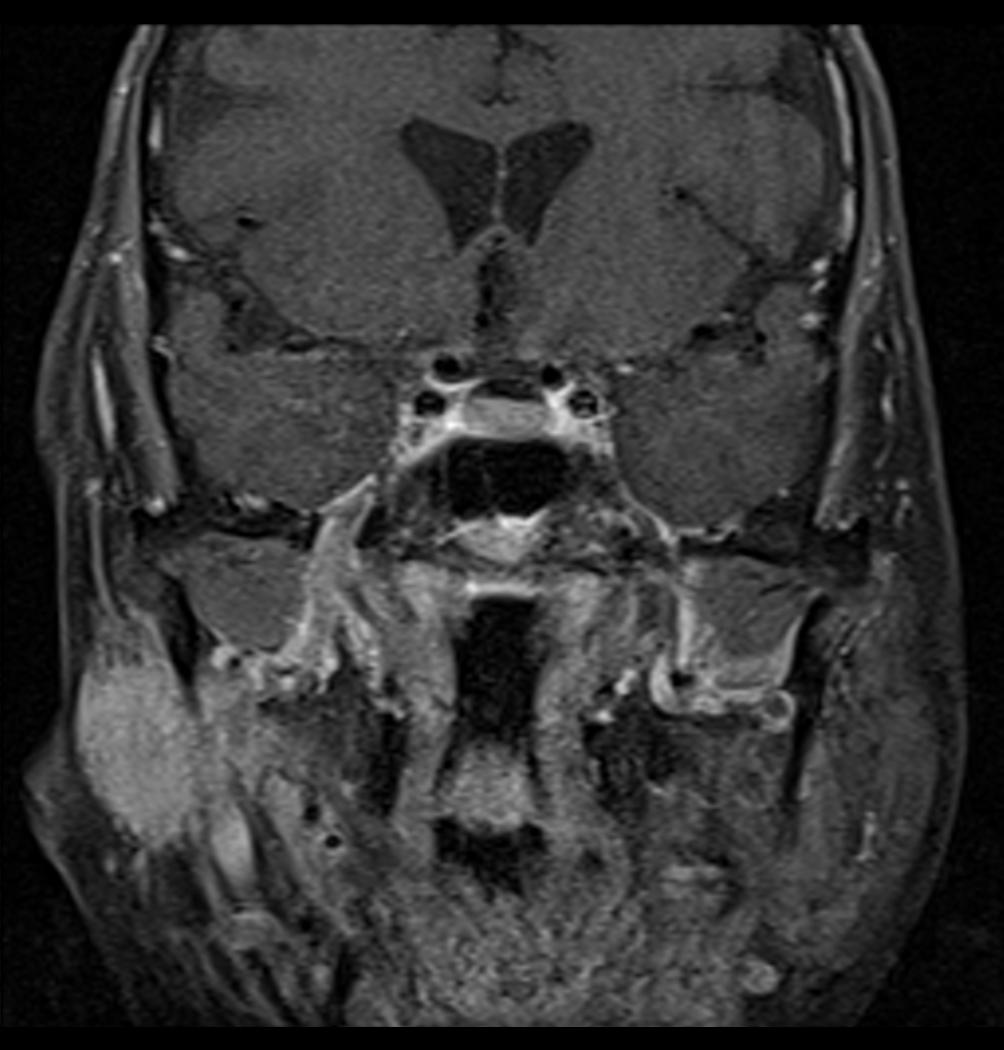
Coronale MRI die cystisch carcinoom van de rechter oorspeekselklier toont met perineurale uitzaaiing van de tumor: de tumor vindt zijn oorsprong in de rechter oorspeekselklier en verspreidt zich langs de nervus trigeminus via de nervus auriculotemporalis die zich intracraniaal uitstrekt door het foramen ovale bij de schedelbasis richting de holte van Meckel.
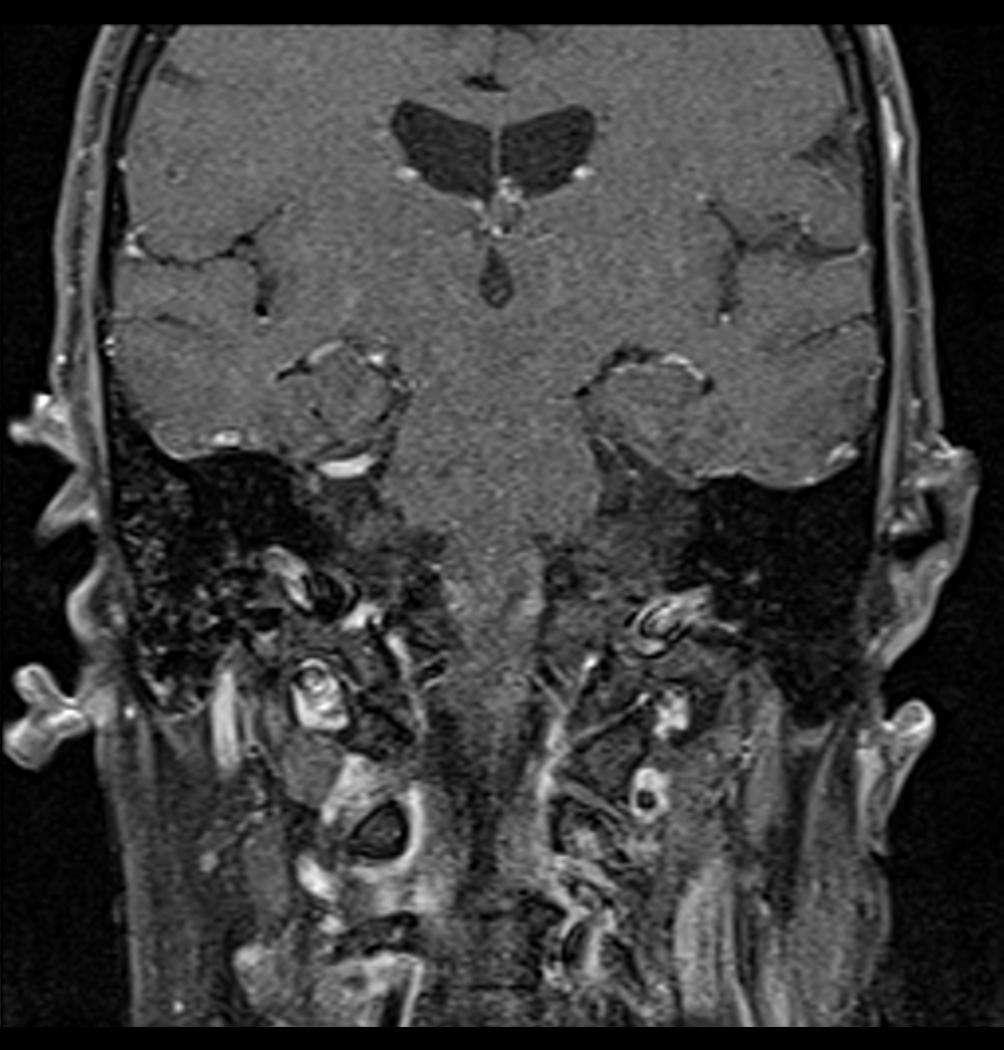
Coronale MRI die cystisch carcinoom van de rechter oorspeekselklier toont met perineurale verspreiding van de tumor langs de aangezichtszenuw die zich uitstrekt tot het foramen stylomastoïde
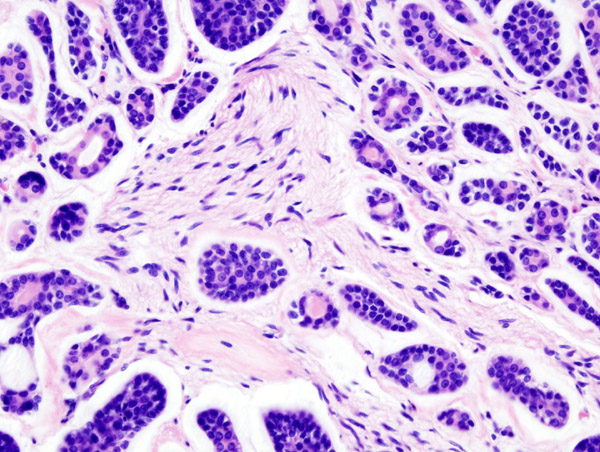
Histopathologisch beeld van adenoïdcystisch carcinoom van de speekselklier die een zenuw infiltreert (midden), H&E-kleuring
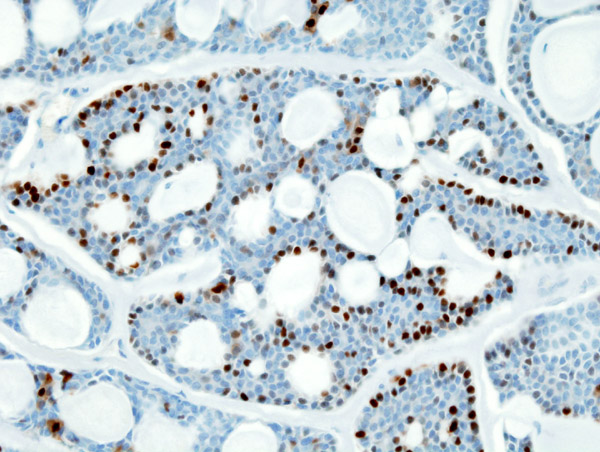
Histopathologisch beeld van adenoïdcystisch carcinoom van de speekselklier, immunokleuring voor S-100-eiwit
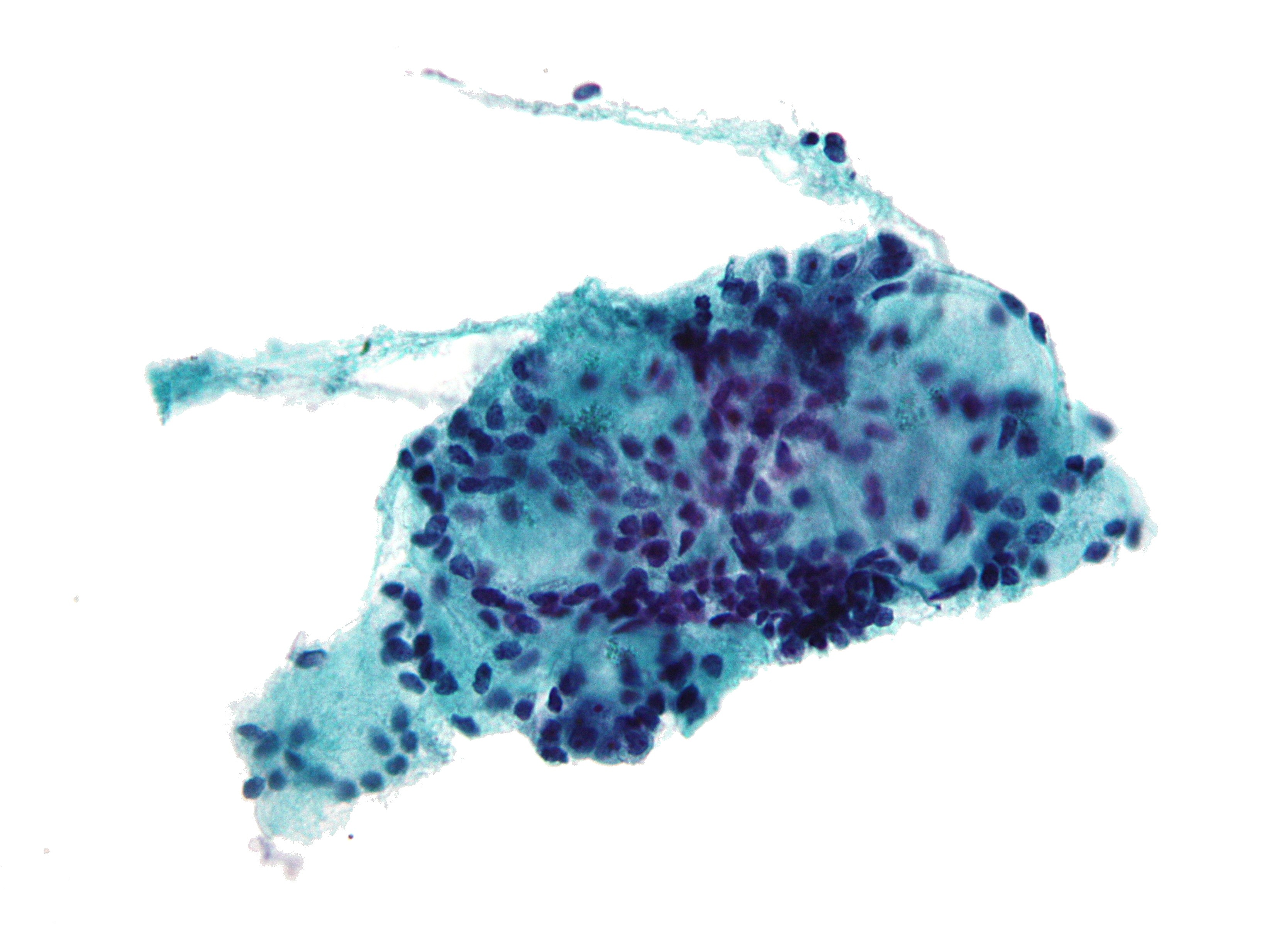
Biopt van adenoïdcystisch carcinoom, aspiratiemonster met fijne naald
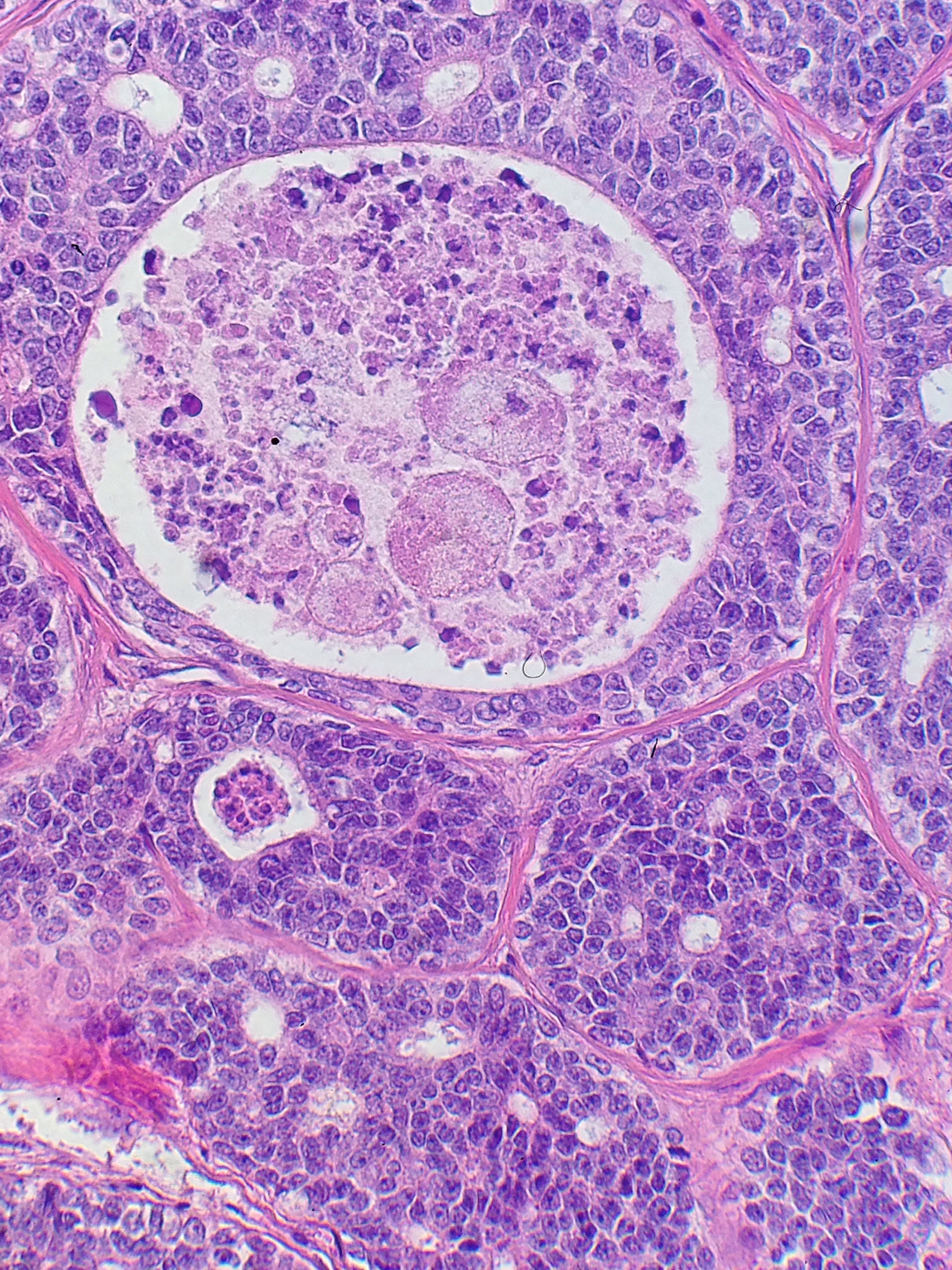
Adenoïdcystisch carcinoom met comedonecrose
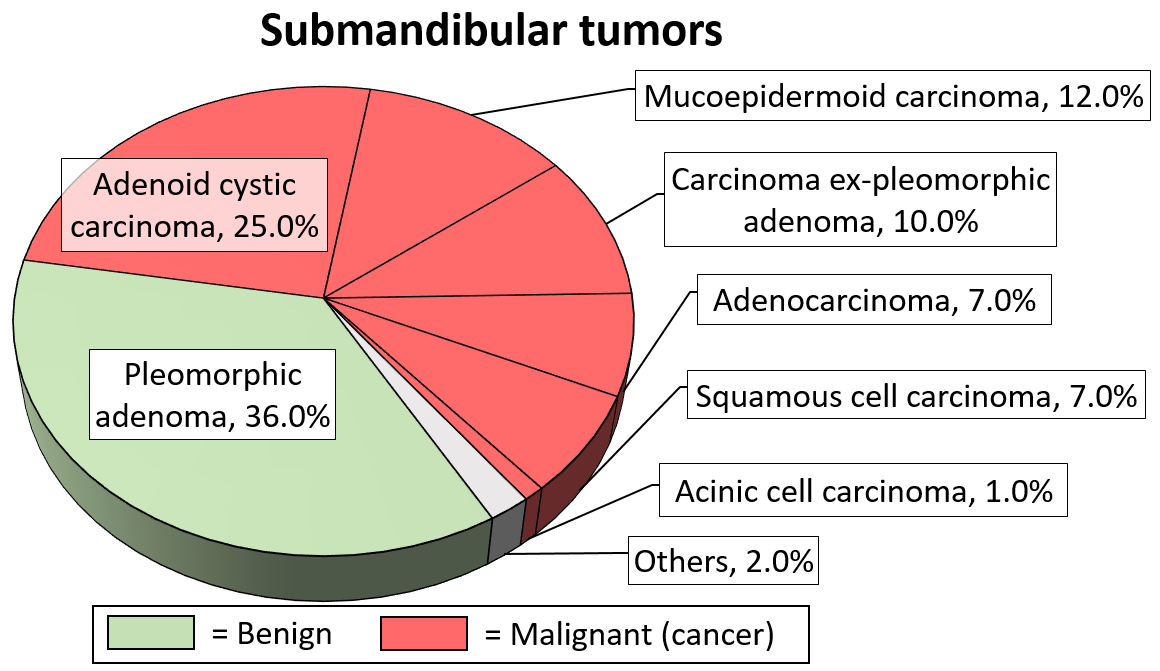
Relatief voorkomen van submandibulaire tumoren, waarbij het adenoïdcystisch carcinoom de tweede meest voorkomende is.
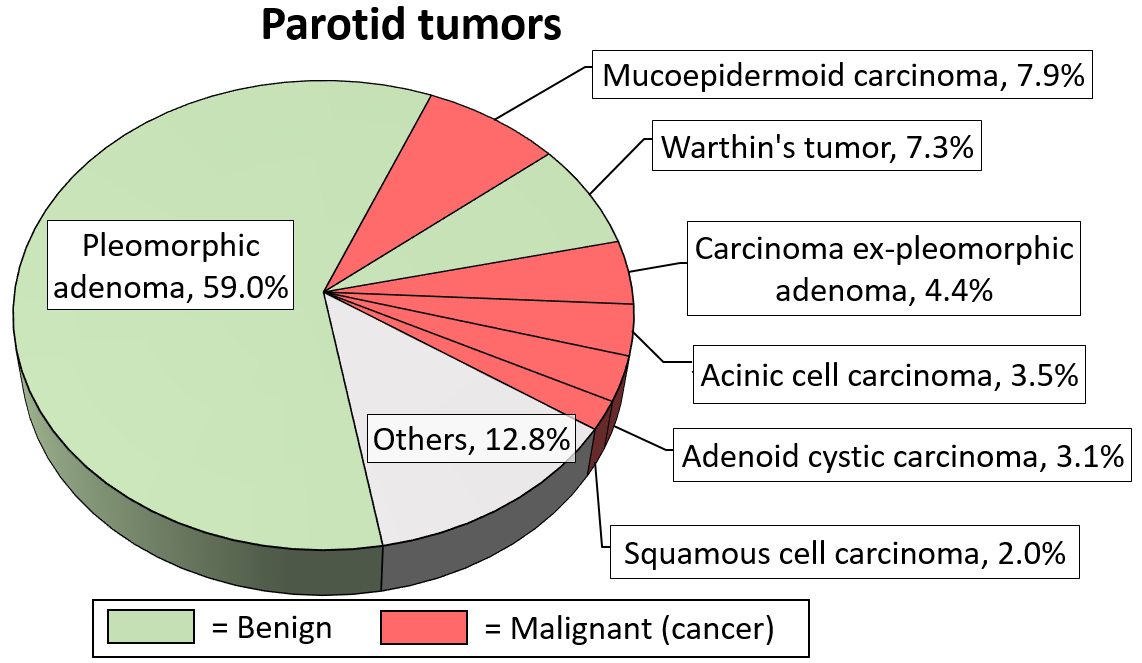
Relatief voorkomen van oorspeekselkliertumoren, waarbij adenoïdcystisch carcinoom relatief zeldzaam is.